# XYZ (gruppo musicale statunitense)
Gli XYZ sono un gruppo musicale heavy metal statunitense, formatosi a Los Angeles nel 1986.

## Storia
Il primo nucleo del gruppo ebbe vita in Francia, nazione di origine del frontman Terry Ilous e del bassista Patt Fontaine; i due si trasferirono a Los Angeles nel 1986 per formare gli XYZ con Bobby Pieper alla chitarra, Joey Pafumi alla batteria e Jamie Lewis alle tastiere. Vennero inizialmente notati dalla Atlantic Records con cui venne progettato il debutto che avrebbe dovuto intitolarsi Rainy Days, tuttavia gli accordi con la label vennero interrotti ed il disco non vide la luce. Dopo questa falsa partenza, Pieper e Pafumi abbandonarono il gruppo e vennero sostituiti rispettivamente da Marc Diglio e Paul Monroe, mentre anche la tastierista Jamie Lewis abbandonò il progetto senza venire sostituita.
La formazione così composta trovò un accordo con la Enigma Records con cui la band pubblicò il debutto appena nel 1989. L'omonimo XYZ, venne prodotto niente meno che da Don Dokken, celebre frontman dei Dokken, che si dedicò occasionalmente all'attività di produttore. Il disco entrò rapidamente nella classifica Billboard 200, grazie ai singoli estratti "Inside Out" e la ballad "After the Rain". Il brano "Maggy" venne inoltre utilizzato nel film Arma non convenzionale nel 1990. Seguirono tour di supporto a Ted Nugent, Ozzy Osbourne, Foreigner e Alice Cooper. Furono inoltre tra le band partecipanti all'evento American Dream, festival che comprendeva una serie di concerti all'Astoria Theatre di Londra nel 1992/1993.
Il secondo album, Hungry, venne pubblicato nel 1991 per la Capitol Records. Questo fu probabilmente il disco di maggior successo della band, e vedeva al suo interno la reinterpretazione dei Free "Fire and Water". Da questo venne estratto il brano "Face Down in the Gutter", poi trasmesso nelle radio. Nonostante album apprezzabili e di buona qualità, questi non vennero particolarmente considerati dal grande pubblico durante la loro carriera. A peggiorare la situazione fu la minacciosa ondata grunge che si espandeva da Seattle nei primi anni novanta, e che provocò il definitivo declino della band, che venne scaricata dalla propria etichetta. Prima di ciò, venne pubblicato l'album dal vivo Take What You Can...Live nel 1995.
Il bassista Patt Fontaine riemerse nel 1997 in una punk rock band chiamata Puzzle Gut. Ilous, sotto il nome di "Flynn", pubblicò nel 2000 l'album solista The Day I Spoke to the Dog. Gli XYZ si riunirono nel 2002 composti da Terry Ilous, il chitarrista Marc Richard Diglio ed il batterista Paul Monroe. Nel 2002 Illous diede un contributo nei cori al debut album degli Edge of Time, una nuova band nata dalla collaborazione del cantante italiano Chris Heaven e l'ex-batterista di Yngwie Malmsteen, Michael Von Knorring. Al di fuori della scena musicale, Ilous doppiò un personaggio minore nella versione francese del film Stuart Little 2 (2002).
Tragicamente Terry Ilous soffrì la perdita del proprio figlio durante lo stesso 2002. Questo triste episodio fece in modo che il titolo del prossimo disco degli XYZ venisse rinominato da One Is Enough to Tango a Letter to God. Durante le registrazioni dell'album, gli XYZ vennero raggiunti in studio dal chitarrista JK Northrup già collaboratore di King Kobra e Paul Shortino, mentre le parti di basso vennero supportate dal bassista Sean McNabb (ex Quiet Riot, Rough Cutt e Great White). Partecipò inoltre come batterista addizionale il noto Vinnie Appice (ex Dio, Rainbow e Black Sabbath). L'edizione europea dell'album conteneva una versione ri-registrata delle tracce "Inside Out" e "What Keeps Me Loving You".
Nell'estate 2003 la band pianificò la partecipazione ad un concerto di beneficenza per le vittime del tragico incendio del nightclub The Station accaduto durante un concerto della band Great White quello stesso anno, dove perse la vita anche il loro chitarrista Ty Longley. Il concerto, fronteggiato dagli stessi Great White, vedeva il supporto anche degli L.A. Guns.
Nel 2005, il chitarrista Bobby Pieper pubblicò senza il consenso della band una raccolta intitolata Rainy Days, contenente le tracce demo che avrebbero dovuto comporre il primo album Rainy Days, che non venne pubblicato a causa dell'interruzione del rapporto con la Atlantic. Di risposta, gli XYZ pubblicarono lo stesso anno una raccolta ufficiale, Forbidden Demos 1985/1991, che conteneva appunto demo, inedite e materiale scartato, registrate tra l'85 e il '91, rimasterizzate e remixate.
Nel 2009 Terry Ilous sostituì provvisoriamente Jack Russell nei Great White per alcuni concerti, ma il gruppo decise poi di reclutarlo definitivamente.

## Formazione

### Formazione attuale
- Terry Ilous - voce (1986-1995, 2002-oggi)
- Pat Fontaine - basso (1986-1995, 2002-oggi)
- Tony Marcus - chitarra (2002-oggi)
- Joey Shapiro - batteria (1991-1995, 2002-oggi)

### Ex componenti
- Jamie Lewis - tastiere (1986-1988)
- Bobby Pieper - chitarra (1986-1988)
- Marc Diglio - chitarra (1988-1991)
- JK Northrup - chitarra (2003)
- Sean McNabb - basso (2003)
- Joey Pafumi - batteria (1986-1988)
- Paul Monroe - batteria (1988-1991)

## Discografia
Album in studio
- 1989 - XYZ
- 1991 - Hungry
- 2003 - Letter to God

Live
- 1995 - Take What You Can...Live

Raccolte
- 2005 - Rainy Days [non ufficiale]
- 2005 - Forbidden Demos 1985/1991
- 2008 - Best of XYZ